# Offuscamento
In medicina si ha offuscamento quando di un oggetto si ha una percezione visiva errata, non completa o non nitida.

## Manifestazioni
Nel campo oculistico, ottico o optometrico, si fa riferimento all'offuscamento, quando vi è un mal funzionamento dell'organo della vista, o quando ci si trova in presenza di una errata graduazione diottrica. L'offuscamento impedisce una percezione nitida e limpida del mondo esterno. Tale errore può aversi anche a causa di una errata elaborazione a livello cerebrale degli impulsi provenienti dalla retina.

## Tipologia
Possiamo quindi distinguere:
- Offuscamento diottrico; quando è causato da una errata graduazione dell'occhiale.
- Offuscamento oculare, quando è l'occhio a non permettere una nitida visione a causa di un'anomalia nei suoi mezzi diottrici (cornea, cristallino, umor vitre, patologie retiniane).
- Offuscamento cerebrale, ovvero quando la cosiddetta Area 17 di Bowman è incapace di elaborare correttamente le neuro-trasmissioni operate dalla retina.